# How Long Has This Been Going On? (альбом Сары Воан)
| Оценки критиков                      | Оценки критиков |
| Источник                             | Оценка          |
| ------------------------------------ | --------------- |
| AllMusic                             | [ 1 ]           |
| Encyclopedia of Popular Music        | [ 2 ]           |
| The Penguin Guide to Jazz Recordings | [ 3 ]           |

How Long Has This Been Going On? — студийный альбом американской певицы Сары Воан, выпущенный в 1978 году на лейбле Pablo Records. На 21-й церемонии «Грэмми» альбом получил номинацию в категории «Лучшее вокальное джазовое исполнение».

## Отзывы критиков
Скотт Яноу в своей рецензии для AllMusic написал, что это прекрасный образчик позднего творчества Сары Воан и поставил альбому четыре с половиной звезды из пяти. В журнале Cash Box заявили, что «без сомнения, это лучшая пластинка Сары Воан за многие годы, она ставит её в один ряд с такими, как Оскар Питерсон, Джо Пасс, Рэй Браун и Луи Беллсон. Десять песен (все хорошие) и образцовая поддержка выявляют лучшее в Саре».

## Список композиций
| №  | Название                           | Автор(ы)                                   | Длительность |
| -- | ---------------------------------- | ------------------------------------------ | ------------ |
| 1. | «I’ve Got the World on a String»   | Гарольд Арлен, Тед Колер                   | 5:38         |
| 2. | «Midnight Sun»                     | Сонни Берк, Лайонел Хэмптон, Джонни Мерсер | 4:40         |
| 3. | «How Long Has This Been Going On?» | Джордж Гершвин, Айра Гершвин               | 6:03         |
| 4. | «You’re Blasé»                     | Орд Хэмилтон, Брюс Сивьер                  | 5:10         |
| 5. | «Easy Living»                      | Ральф Рейнджер, Лео Робин                  | 4:40         |

| №                   | Название                   | Автор(ы)                                             | Длительность |
| ------------------- | -------------------------- | ---------------------------------------------------- | ------------ |
| 1.                  | «More Than You Know»       | Эдвард Элиску, Билли Поднялся, Винсент Юманс         | 6:46         |
| 2.                  | «My Old Flame»             | Сэм Кослоу, Артур Джонстон                           | 6:14         |
| 3.                  | «Teach Me Tonight»         | Сэмми Кан, Джин Де Пол                               | 3:06         |
| 4.                  | «Body and Soul»            | Эдвард Хейман, Роберт Саур, Фрэнк Айтон, Джонни Грин | 3:43         |
| 5.                  | «When Your Lover Has Gone» | Эйнар Аарон Свон                                     | 2:54         |
| Общая длительность: | Общая длительность:        | Общая длительность:                                  | 48:06        |

## Участники записи
- Сара Воан — вокал
- Оскар Питерсон — фортепиано
- Джо Пасс — гитара
- Рэй Браун — контрабас
- Луи Беллсон[англ.] — барабаны